# We Are Domi
We Are Domi — чесько-норвезький електропоп гурт, що був заснований у 2018 році в Празі, Чехія. Представники Чехії на Пісенному конкурсі Євробачення 2022 з піснею «Lights Off».

## Учасники
- Домініка Гашкова — вокал
- Каспер Гатлестад — гітара
- Беньямін Рекстад — клавішні

## Історія
Гурт We Are Domi спочатку був заснований як одноразовий проєкт для екзаменаційного концерту вокалістки Домініки Гашкової у 2016 році. Окрім чинних учасників — Гашкової, Гатлестада та Рекстада —, до музичного гурту свого часу входили норвезький барабанщик Йостейн Браатен та британська клавішниця та бек-вокалістка Джемма Фріз, які на той час навчалися в музичному коледжі Лідса. Після закінчення екзаменаційного проєкту вони вирішили продовжувати займатися музикою разом. У 2019 році вийшов дебютний сингл гурту — «Let Me Follow». Пізніше Браатен і Фріз покинули гурт. У 2020 році гурт переїхав з Великої Британії до Праги.

## Пісенний конкурс Євробачення
У 2021 році We Are Domi були оголошені одними з семи виконавців, які беруть участь у ESCZ 2022, який слугував чеським національним відбором на пісенний конкурс Євробачення того року. Переможець визначався комбінацією голосів міжнародної колегії журі (50 %), голосів міжнародної публіки (25 %) та голосів чеської громадськості (25 %). 16 грудня 2021 року «Lights Off» гурту We Are Domi був оголошений переможцем, отримавши загалом 21 бал.
На пісенному конкурсі Євробачення 2022 в Турині We are Domi останніми виступили у другому півфіналі та закрили шоу. Вони фінішували на 4 місці у півфіналі з 227 балами (102 — від журі та 125 — телеголосування), що дозволило їм пройти до гранд-фіналу. Це був четвертий раз, коли Чехія за свою історію участі кваліфікувалася у фінал Євробачення.
У фіналі конкурсу We Are Domi відкрили фінал, виступивши першим з 25 країн. У підсумку вони фінішували на 21-му місці, набравши 38 балів (33 журі, 5 телеголосів).

## Дискографія

### Сингли
| Назва                      | Рік  | Альбом           |
| -------------------------- | ---- | ---------------- |
| «Let Me Follow»            | 2019 | поза альбомом    |
| «Wouldn't That Be Nice»    | 2019 | поза альбомом    |
| «I'm Not Alright»          | 2020 | поза альбомом    |
| «Someone New»              | 2020 | поза альбомом    |
| «Come Get Lost»            | 2021 | поза альбомом    |
| «Lights Off»               | 2021 | поза альбомом    |
| «Lights Off (ESC Version)» | 2022 | поза альбомом    |
| «High-Speed Kissing»       | 2022 | поза альбомом    |
| «Alive»                    | 2022 | We Are Domi - EP |
| «Paradise»                 | 2023 | We Are Domi - EP |
| «FU»                       | 2023 | We Are Domi - EP |

### Альбоми
| Назва            | Рік  | Пісні          |
| ---------------- | ---- | -------------- |
| We Are Domi — EP | 2023 | «Alive»        |
| We Are Domi — EP | 2023 | «Paradise»     |
| We Are Domi — EP | 2023 | «FU»           |
| We Are Domi — EP | 2023 | «Lights Off»   |
| We Are Domi — EP | 2023 | «Say The Word» |
| We Are Domi — EP | 2023 | «Golden»       |